# (13057) Jorgensen
(13057) Jorgensen est un astéroïde de la ceinture principale.

## Description
(13057) Jorgensen est un astéroïde de la ceinture principale. Il fut découvert le 13 novembre 1990 à l'Observatoire Palomar par Carolyn S. Shoemaker et David H. Levy. Il présente une orbite caractérisée par un demi-grand axe de 2,74 UA, une excentricité de 0,18 et une inclinaison de 8,3° par rapport à l'écliptique.

## Compléments